# Carlentini
Carlentini település Olaszországban, Siracusa megyében. Lakosainak száma 17 040 fő (2023. január 1.). Carlentini Augusta, Buccheri, Catania, Ferla, Francofonte, Lentini, Melilli és Sortino községekkel határos.

## Népesség
A település népessége az elmúlt években az alábbi módon változott:
| Lakosok száma | 17 768 | 17 741 | 17 040 |
|               | 2017   | 2018   | 2023   |